# سمنتیت

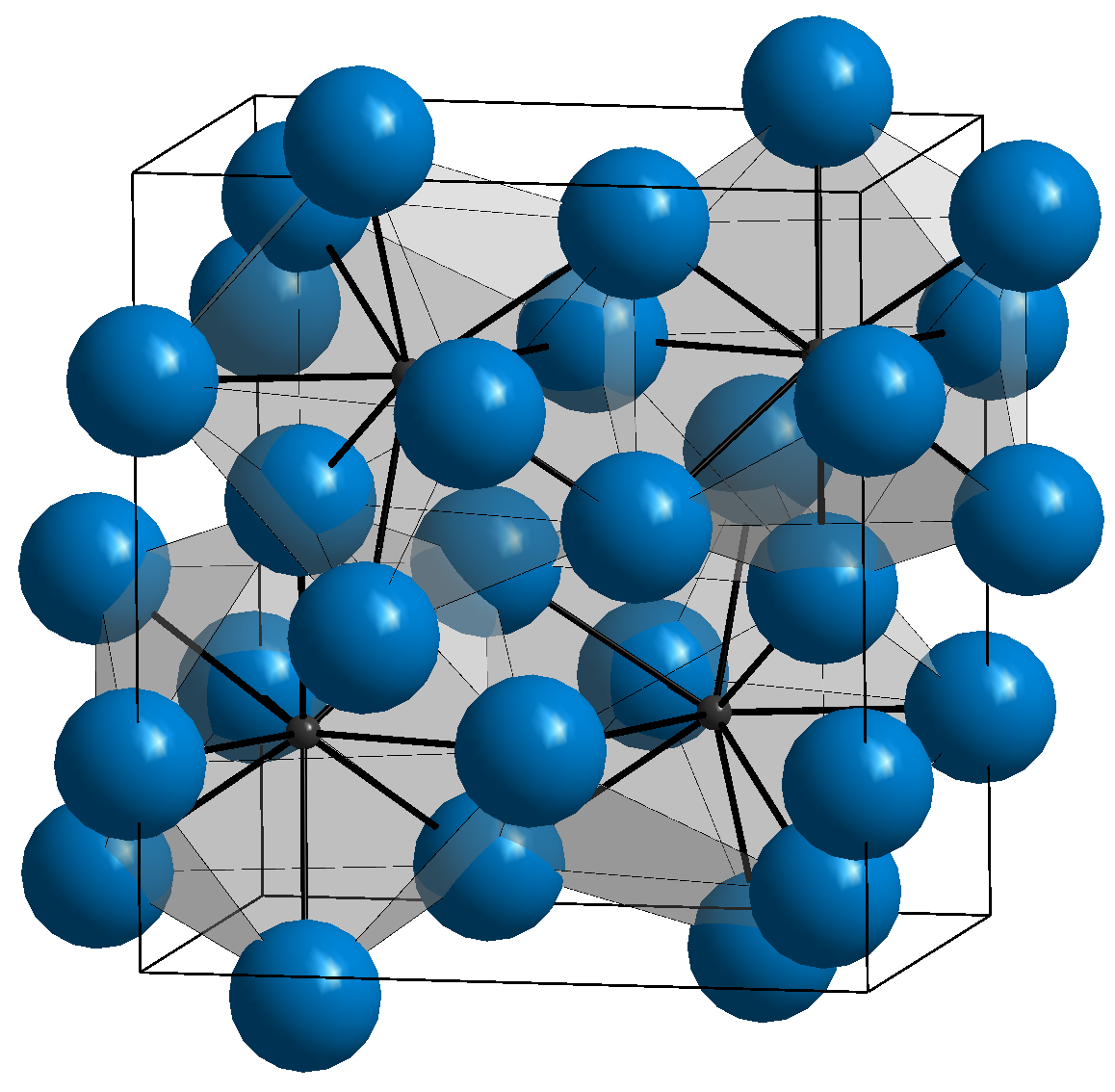

سِمِنتیت یا کاربید آهن یک ماده مرکب شیمیایی به فرمول شیمیایی Fe۳C دارای ‎۶/۶۷ درصد کربن با ساختار بلوری ارتورومبیک است. 
این ماده سخت و شکننده است و به طور معمول به صورت خالص به عنوان سرامیک شناخته می شود.سمنتیت در فولادها و به طور طبیعی در هسته زمین بوجود می اید و نوع خالص آن کاربردهای فراوانی دارد. همچنین پارامترهای بزرگ شبکه ای دارد که سختی آن را توضیح می دهد و بسیاری از خواص آن ناهمسانگرد است. 

## سمنتیت در سیستم آهن-کربن
در سیستم آهن-کربن سمنتیت به این علت که فریت می تواند حداکثر 0.02 درصد وزنی از کربن غیر ترکیبی داشته باشد به راحتی تشکیل می شود. بنابراین ، در فولادهای کربن و ریخته گری که به آرامی خنک می شوند ، بخشی از کربن به شکل سمنتیت است.  سمنتیت در مورد چدن سفید به طور مستقیم از مذاب تشکیل می شود. در فولاد کربندار ، سمنتیت در سمایش آهسته از آستنیت که به فریت تبدیل می شود رسوب می کند و در تمپر کردن از مارتنزیت بوجود می آید.
از آنجایی که سمنتیت از لحاظ ترمودینامیکی یک فاز ناپایدار است، در حالت کم کربن به آستنیت و در حالت کربن بالا و در دماهای بالاتر به گرافیت تبدیل می شود. همچنین در دماهای زیر 723 درجه سانتیگراد یعنی دمای یوتکتوئید در نمودار اهن کربن تجزیه نمی شود.

## استوکیومتری سمنتیت
اتم های کربن در ساختار سمنتیت در مکان های بین نشینی قرار گرفته اند. این ماده با نسبت اهن به کربن 3 دارای جای خالی هایی است که با اتم کربن پر شده اند و منجر به تغییرات مشاهده شده در پارامتر شبکه می شوند. وزن مخصوص سمنتیت که در تعادل با فریت است در دمای محیط بیشتر از مقدار محاسبه شده با توجه به پارامترهای شبکه ان است که این امر میتواند ناشی از جای خالی کرقن باشد و منجر به انراحی از حالت استوکیومتری این ماده شود. هرگونه انحراف از ترکیب استوکیومتری در سمنتیت باید اندک باشد زیرا انرژی پیوند بین یک اتم کربن و آهن از انرژی پیوند بین دو اتم آهن بیشتر است. بنابراین ، هرگونه کمبود کربن منجر به کاهش استحکام پیوند می شود.
شکل زیر مرزهای فاز ترمودینامیکی ارزیابی شده بین سمنتیت  و فریت یا آستنیت را نشان می دهد. سمنتیت در گذشته به عنوان یک ترکیب خط در محاسبات نمودار فاز به تصویر کشیده می شده است.

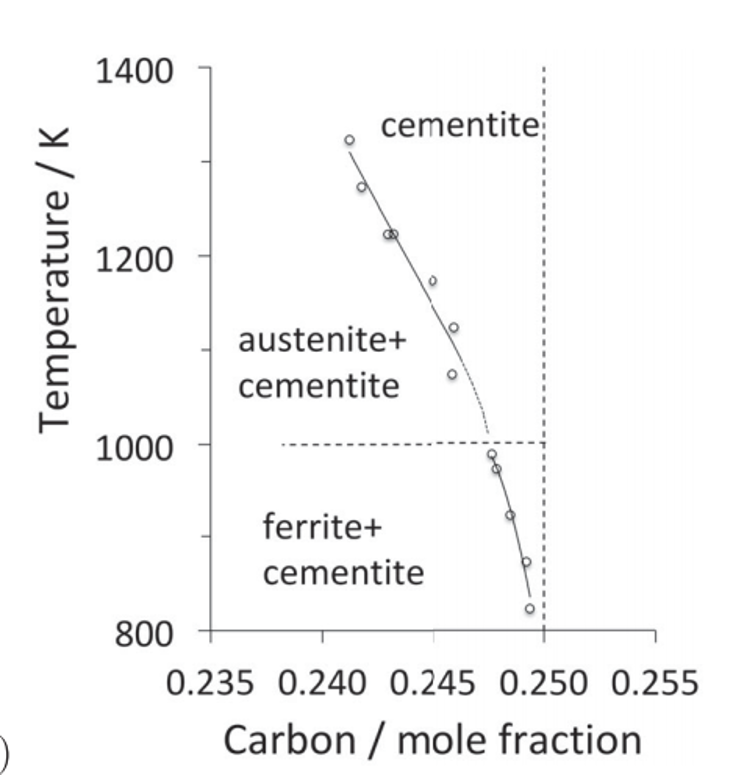

این واقعیت که فریت می تواند از سمنتیتی که در درجه حرارتهای بالا به تعادل رسیده رسوب کند ، ثابت می کند که در درجه حرارت کم میزان کربن درون سمنتیت افزایش می یابد.

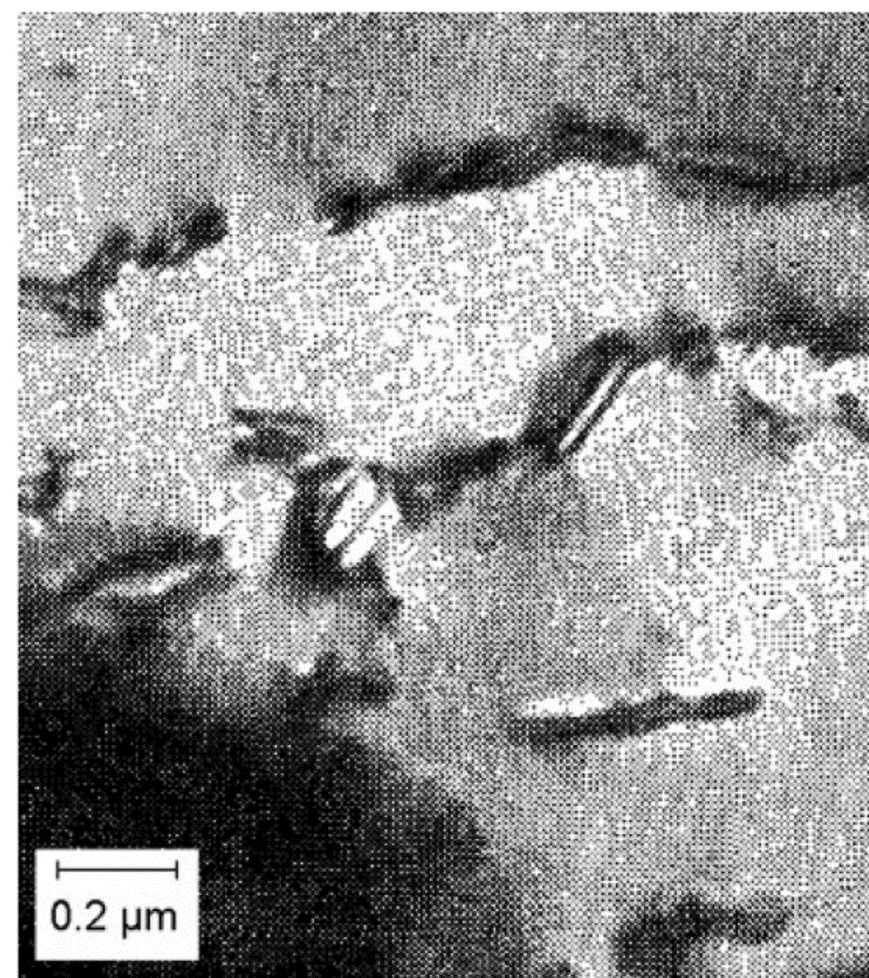

## ساختار کریستالوگرافی سمنتیت
سمنتیت دارای سلول واحد اورتورمبیک است و وجه اشتراک آنها این است که پارامترهای شبکه را به ترتیب a=0.50837nm و b=0.67475nm و c=0.45165nm است.
در سلول واحد 12 اتم آهن و 4 کربن، همانطور که در شکل زیر نشان داده شده است وجود دارد. چهار اتم آهن در صفحه های آینه ای قرار می گیرند ، در حالی که هشت اتم دیگر در موقعیت های کلی قرار دارند.

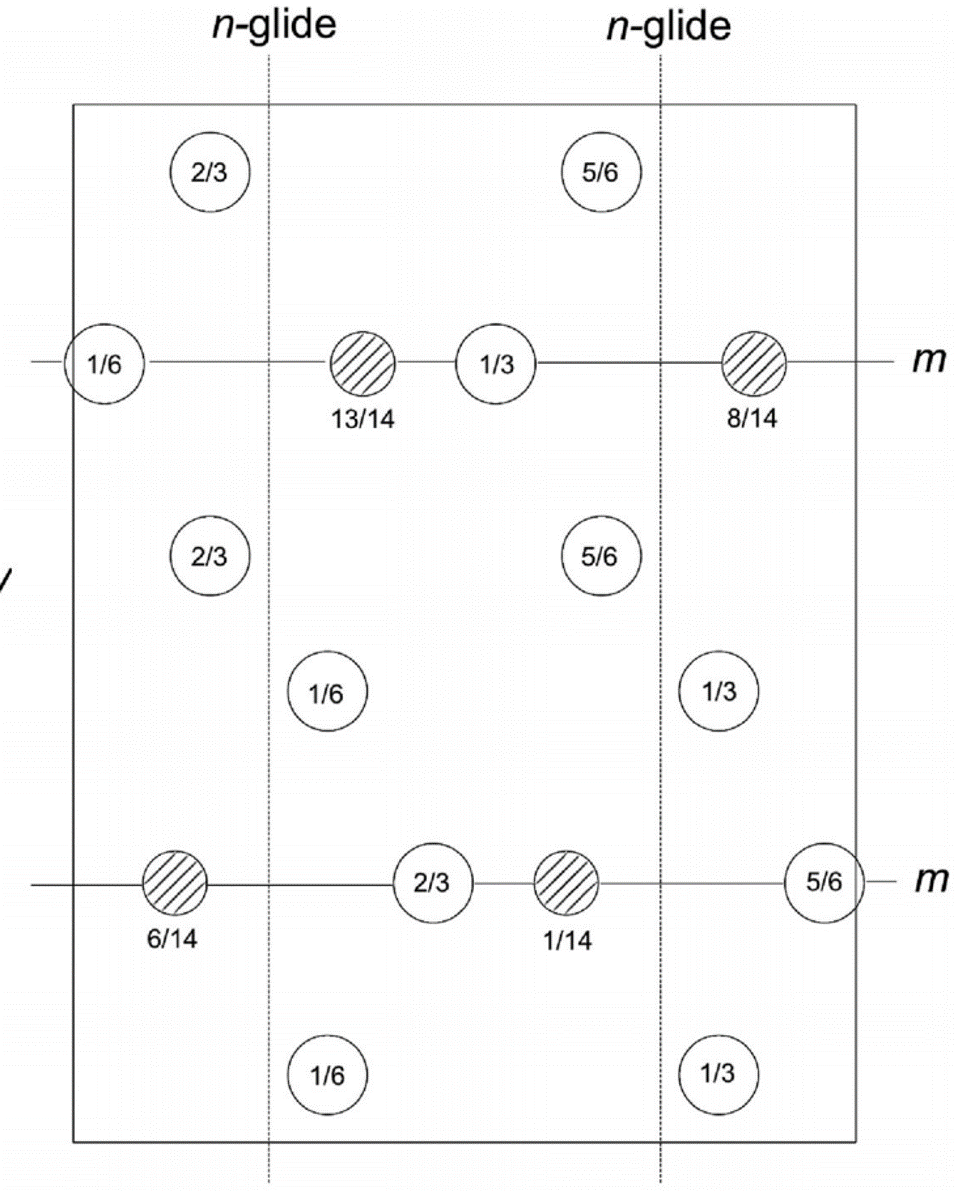

## مکانهای بین نشینی سمنتیت
در سلول واحد سمنتیت مکان های بین نشینی منشوری ، هشت ضلعی و سه نوع چهاروجهی وجود دارد. اگر فضای درون هر یک از مراکز بین نشینی را تا مرز نزدیکترین اتم آهن مشخص کنیم ، اندازه آن ها 0.71 ، 0.53 ، 0.34 ، 0.26 و 0.28Å خواهد بود.

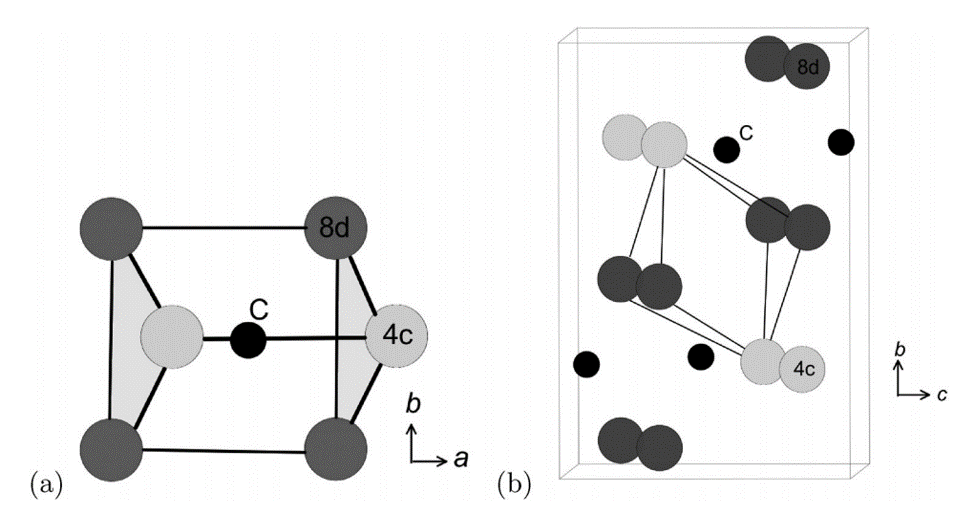

## خواص مغناطیسی سمنتیت
رفتار سمنتیت در دمای کیوری خود یعنی 480 درجه کلوین از فرومغناطیس به پارامغناطیس تبدیل می شود. رفتار مغناطیسی سمنتیت بر حسب دما در نمودار زیز نشان داده شده است.

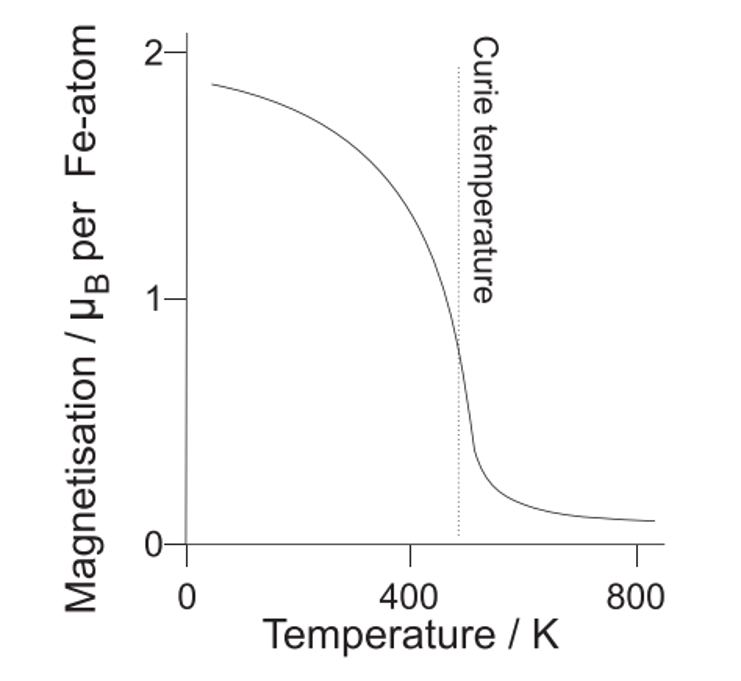

## سمنتیت هگزاگونال
سمنتیت هگزاگونال به عنوان پلی مورفی با پایداری متر نسبت به نوع ارتورمبیک آن نیز در مقالات مشاهده شده است. اگرچه در رابطه با ساختار واقعی آن و ترکیب شیمیایی آن همچنان شواهد آزمایشی کمی وجود دارد اما برخی محققان با استفاده از پراش الکترون پارامترهای شبکه آن را a=0.4767nm  و c=0.4354nm بیان کرده اند.این ساختار در شکل زیر نشان داده شده است.

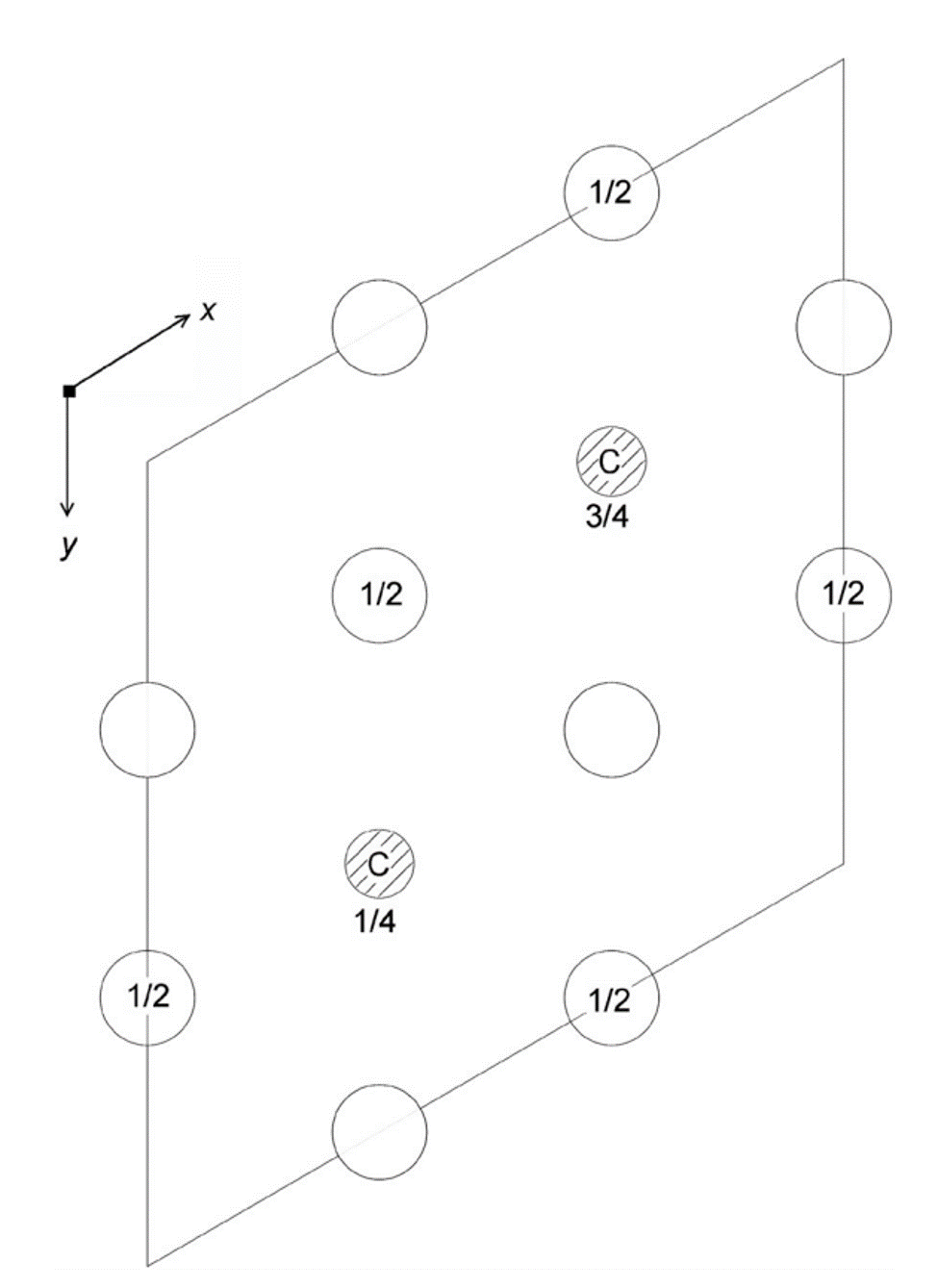

## تاثیر سمنتیت در تولید نانولوله کربنی
فرآیند تشکیل نانولوله های کربنی از هیدروکربن های گازی با ذرات ریز فلزات انتقالی و به خصوص آهن صورت می پذیرد. آهن بالک و یا فیلم های نازک آن به اندازه ذرات ریز آهن در این امر مؤثر نیستند. این امر به این علت است که سطوح صاف الگوهای خوبی را برای رشد نانولوله ها فراهم نمیکنند در نتیجه سایز این ذرات کاتالیزور با قطر نانو لوله های تولید شده دارای ارتباط مستقیم است.
آهن در شرایط مناسب تجزیه هیدروکربن ها را کاتالیز می کند ، اما در مورد اینکه آیا ذرات آهن باعث ایجاد هسته و رشد نانولوله های کربنی چند دیواره یا تک دیواره می شوند یا ذرات سمنتیتی که متعاقباً تشکیل می شوند باعث آن هستند. میکروسکوپ الکترونی عبوری یا SEM شواهد روشنی را برای اولین بار شکل گیری شبکه های گرافیکی روی ذرات سمنتیت ، و به دنبال آن رشد نانولوله های کربنی ارائه داده است. فرآیند رسوب کربن روی ذرات سمنتیت یکنواخت نیست ، بنابراین کربن درون سمنتیت از منطقه غنی از گرافیت به محلی که پوشش داده نشده نفوذ می کند و منجر به تشکیل نانولوله ها میشود.